# プカ・ナクア
マキア・プカ・ナクア（Makea Puka Nacua, 2001年5月29日 - ）は、アメリカ合衆国ユタ州プロボ出身のプロアメリカンフットボール選手。NFLのロサンゼルス・ラムズに所属している。ポジションはワイドレシーバー。

## 経歴

### カレッジ

#### ワシントン
ワシントン大学では1年目の2019年シーズンに7レシーブ、168レシーブ獲得ヤード、2つのレシービングTDを記録した。
2020年シーズンは9レシーブ、151レシーブ獲得ヤード、1つのレシービングTDを記録した。シーズン終了後、BYUへ転校した。

#### BYU
2021年シーズンは43レシーブ、805レシーブ獲得ヤード、6つのレシービングTDを記録した。
2022年シーズンは48レシーブ、625レシーブ獲得ヤード、5つのレシービングTDを記録した。

### ロサンゼルス・ラムズ
| 身長                   | 体重           | 腕 の 長 さ       | 手 の 大 き さ   | 40Yrd ダ ッ シ ュ | 10Yrd ス プ リ ッ ト | 20Yrd ス プ リ ッ ト | 20Yrd シ ャ ト ル | 3 コ 丨 ン ド リ ル | 垂 直 跳 び     | 立 ち 幅 跳 び      | ベ ン チ プ レ ス |
| ---------------------- | -------------- | ----------------- | ---------------- | ----------------- | -------------------- | -------------------- | ----------------- | ------------------- | --------------- | ------------------- | ----------------- |
| 6 ft 1+5⁄8 in (187 cm) | 201 lb (91 kg) | 31+1⁄2 in (80 cm) | 9+1⁄2 in (24 cm) | 4.57 s            | 1.62 s               | 2.64 s               | 4.36 s            | 7.32 s              | 33.0 in (84 cm) | 10 ft 1 in (3.07 m) | 15 回             |
| Sources:               |                |                   |                  |                   |                      |                      |                   |                     |                 |                     |                   |

2023年のNFLドラフトにて全体177位でロサンゼルス・ラムズから指名され、その後ルーキー契約を結んだ。

#### 2023年シーズン
第1週のシアトル・シーホークス戦でNFLデビューし、エースのクーパー・カップが欠場する中で10レシーブ、119レシーブ獲得ヤードを記録して勝利に貢献した。翌週のサンフランシスコ・49ers戦では15レシーブ、147レシーブ獲得ヤードを記録。15レシーブはルーキーの1試合における最多記録であり、キャリア最初の2試合で10レシーブ、100レシーブ獲得ヤード以上を記録したNFL史上初の選手となった。

## 家族
兄のカイ・ナクアも元NFL選手で、現在はUSFLでプレーしている。